# Access to Medicine index
De Access to Medicine index geeft een overzicht van het beleid van geneesmiddelenfabrikanten om de allerarmsten van de nodige medicijnen te voorzien. De uitkomsten worden weergegeven in een lijst met de best scorende onderneming bovenaan.
De medewerkers van de Stichting Access to Medicine, met het kantoor in Amsterdam, bestuderen informatie van geneesmiddelenfabrikanten naar hun beleid en acties om de toegankelijkheid van essentiële medicijnen in arme landen te verbeteren. Voor de keuze van de relevante medicijnen wordt gebruikgemaakt van de Essential Medicines List (EML) van de Wereldgezondheidsorganisatie.
Voor de lijst van 2016 werd gekeken naar 87 indicatoren in zeven categorieën. Bedrijven kunnen punten verzamelen als ze hun medicijnen registreren in de landen die er veel behoefte aan hebben, de medicijnen daar betaalbaar zijn voor of zelfs gratis ter beschikking worden gesteld aan de armen of toestemming geven om in ontwikkelingslanden van hun medicijnen goedkopere varianten te produceren. De indicatoren kunnen over tijd veranderen om de laatste inzichten daarin mee te nemen. Een jaar voor de publicatie van de index wordt de methodologie bekendgemaakt. De uitkomsten worden weergegeven in de Access to Medicine index.
De index krijgt wereldwijd aandacht en wordt financieel gesteund door het Nederlandse ministerie van Buitenlandse Zaken en Britse Department for International Development en de Bill & Melinda Gates Foundation.
De lijst werd bedacht door Wim Leereveld in 2004. Leereveld was daarvoor directeur van een farmaceutisch bedrijf. De eerste index werd in 2008 gepubliceerd en elke twee jaar herzien. Een punt van kritiek op de lijst is dat veel gebruik wordt gemaakt van informatie die door de bedrijven zelf ter beschikking is gesteld.
De index is verder een relatieve maatstaf, het geeft aan welke bedrijven beter scoren dan andere. Dit kan nog steeds betekenen dat in het algemeen te weinig aandacht wordt besteed aan het probleem. Critici stellen dat bedrijven hun medicijnen registreren in slechts een kwart van de landen met de hoogste nood. Verder wordt maar bij een derde van de medicijnen de prijs bepaald met betaalbaarheid als belangrijkste criterium. Jaarlijks sterven meer dan zes miljoen mensen aan ziekten als tuberculose, malaria en slaapziekte. Hier worden wel medicijnen voor ontwikkeld, maar niet voor verwaarloosde ziekten zoals buruli-ulcus, een huiinfectie die vooral kinderen treft en tot misvormingen kan leiden.
Sinds het begin van de index voert het Britse GlaxoSmithKline de ranglijst aan, maar zakte een plaats in 2024 en Novartis werd de leider van de lijst. In 2024 stonden GlaxoSmithKline, Sanofi en Pfizer achtereenvolgens op de drie volgende plaatsen.
Hieronder de lijst van de 20 beoordeelde bedrijven in de afgelopen jaren. Alle bedrijven zijn beursgenoteerd met uitzondering van Boehringer Ingelheim:
| Bedrijfsnaam                   | 2024 | 2021 | 2018 | 2016 | 2014 | 2012 |
| ------------------------------ | ---- | ---- | ---- | ---- | ---- | ---- |
| GlaxoSmithKline plc.           | 3,72 | 4,23 | 4,01 | 3,43 | 3,29 | 3,8  |
| Johnson & Johnson              | 3,43 | 3,76 | 3,05 | 2,93 | 2,84 | 3,6  |
| Novartis AG                    | 3,78 | 4,18 | 3,21 | 2,87 | 2,84 | 2,9  |
| Merck KGaA                     | 3,27 | 3,09 | 2,90 | 2,83 | 2,77 | 2,5  |
| Merck & Co., Inc.              | 2,21 | 1,88 | 2,32 | 2,65 | 2,64 | 3,1  |
| Sanofi                         | 3,52 | 3,47 | 2,49 | 2,58 | 2,58 | 3,2  |
| AstraZeneca plc.               | 3,43 | 3,30 | 2,48 | 2,53 | 1,94 | 1,6  |
| Gilead Sciences Inc.           | 2,21 | 2,33 | 2,29 | 2,45 | 2,81 | 3,0  |
| Abbvie Inc.                    | 1,61 | 1,73 | 1,88 | 2,39 | 2,57 | -    |
| Novo Nordisk A/S               | 2,88 | 2,96 | 2,68 | 2,35 | 3,01 | 3,0  |
| Eisai Co., Ltd.                | 2,62 | 2,87 | 2,48 | 2,34 | 2,47 | 1,9  |
| Bayer AG                       | 3,13 | 2,63 | 1,88 | 2,03 | 2,51 | 2,4  |
| Bristol-Myers Squibb Co.       | 2,63 | 1,55 | 2,03 | 1,97 | 2,23 | 2,1  |
| Pfizer Inc.                    | 3,50 | 3,65 | 2,34 | 1,87 | 1,93 | 2,2  |
| Takeda Pharmaceutical Co. Ltd. | 3,16 | 3,31 | 2,75 | 1,77 | 1,45 | 1,1  |
| Boehringer Ingelheim GmbH      | 3,20 | 2,84 | 2,11 | 1,70 | 2,08 | 1,5  |
| Eli Lilly & Co.                | 1,84 | 1,59 | 1,27 | 1,67 | 1,73 | 2,0  |
| Daiichi Sankyo Co., Ltd.       | 1,94 | 1,80 | 1,77 | 1,61 | 1,50 | 0,9  |
| Roche Holding AG               | 3,07 | 3,07 | 2,38 | 1,36 | 2,30 | 2,3  |
| Astellas Pharma Inc.           | 2,23 | 2,33 | 1,46 | 1,32 | 1,56 | 0,9  |